# ارده (لبنان)
ارده (به عربی: ارده) یک منطقهٔ مسکونی در لبنان است که در شهرستان زغرتا واقع شده‌است. ارده ۵٫۷۶ کیلومتر مربع مساحت و ۴٬۵۵۴ نفر جمعیت دارد و ۱۶۰ متر بالاتر از سطح دریا واقع شده‌است.